# Minster-in-Thanet
Minster-in-Thanet, conosciuto anche semplicemente come Minster, è un villaggio e una parrocchia civile situato nel distretto di Thanet, nella contea inglese del Kent. Il villaggio giace a ovest di Ramsgate e a nord-est di Canterbury, poco a nord del fiume Stour. Minster-in-Thanet è anche chiamata l'"antica capitale di Thanet". Il censimento del 2011 secondo cui il villaggio ha 3.569 abitanti ha incluso anche gli abitanti del borgo di Ebbsfleet.

## Toponomastica
Il nome deriva dalla parola latina monasterium e denota la storica presenza nel luogo di un'abbazia o un monastero.

## Storia
Scavi archeologici hanno portato alla luce le prove di un insediamento risalente all'età del bronzo. L'area divenne in seguito parte dell'impero romano sotto l'imperatore Claudio e, quattro secoli dopo, attorno al 450, fu ceduta ai Sassoni.

### Anglo-Sassoni
Nelle sue cronache, Beda il Venerabile narra che nel 597 Sant'Agostino di Canterbury approdò con 40 uomini nelle vicinanze di Ebbsfleet, borgo oggi appartenente alla parrocchia di Minster-in-Thanet, per poi recarsi a Canterbury e fondarvi un monastero; una croce segnala oggi il punto in cui, secondo la tradizione, il santo approdò.

La stessa Minster avrebbe avuto origine da un insediamento monastico benedettino risalente all'incirca al 670. Tale insediamento, sebbene non più nelle sedi originali, è ancora presente come convento. La prima abbazia nel villaggio, intitolata a Santa Maria Vergine, fu fondata da Domne Eafe (poi passata alla storia come Santa Ermenburga), una nobildonna vedova identificata come prima badessa della struttura. La leggenda vuole che a Domne Eafe fosse stata promessa, come guidrigildo per l'uccisione dei suoi fratelli Etelberto ed Etelredo, tanta terra quanto la sua cerva fosse stata in grado di circoscrivere nel giro di un giorno. La stessa cerva rimane ancora oggi come emblema del villaggio e del distretto. Anche le badesse che succedettero a Domne Eafe, ossia sua figlia Mildred ed Edburga, figlia di re Centwine del Wessex, furono dichiarate sante. Questa prima abbazia fu ampliata già dalla stessa Edburga che, nel 741, fece costruire una nuova chiesa abbaziale, dedicata dall'Arcivescovo Cutberto ai Santi Pietro e Paolo, mentre la chiesa di Santa Maria Vergine fu nominata parrocchia. L'abbazia venne poi abbandonata durante le invasioni vichinghe del nono e decimo secolo; l'ultima badessa dell'abbazia fu Leofruna, che fu catturata dagli invasori danesi nel 1011. Dopo questo fatto l'abbazia fu appunto abbandonata e la chiesa degradata a parrocchia e, nonostante l'opposizione locale, nel 1031 (secondo altre fonti nel 1055) le spoglie di Mildred e quelle di Edburga furono portate nell'abbazia di Sant'Agostino, a Canterbury. Fino al suo abbandono, è comunque testimoniato da documenti legali (in inglese: charters) che il monastero godette di molti privilegi e concessioni reali, sia durante il periodo della prime tre, già citate, badesse, le quali erano tutte principesse reali, sia in seguito.

### Normanni
Conseguentemente alla conquista normanna, gli edifici dell'abbazia di Pietro e Paolo (già in parte ricostruiti nel 1027 dai monaci dell'abbazia di Sant'Agostino dietro il permesso del re danese Canute) vennero ampliati e alcune strutture furono costruite ex-novo. L'odierna chiesa di Santa Maria Vergine mostra chiaramente uno stile architettonico normanno con, però, tracce della precedente struttura (i problemi della quale rimasero irrisolti). Curiosa è, ad esempio, la torre, che, sebbene abbia uno stile prettamente sassone, è costruita con pietre di Caen; ciò fa capire come essa sia stata costruita ai tempi della conquista cercando però di imitare uno stile più antico e per questo oggi la si definisce in stile Sasso-Normanno.
Nei decenni successivi ben otto nuovi monasteri sorsero nella penisola e da questa rinnovata abbazia i monaci e le monache prestarono per secoli il loro servizio pastorale alla popolazione di Thanet. Purtroppo, anche questa abbazia venne abbandonata e distrutta nel 1534, durante il periodo chiamato Dissoluzione.

### Ventesimo secolo
Nel 1937, un gruppo di rifugiati in fuga dalla Germania nazista costruirono qui una nuova abbazia che incorporava i resti dell'antica abbazia anglosassone e che oggi ospita la terza più grande comunità religiosa del villaggio, una prioria di suore benedettine figlia della comunità di Eichstätt, in Baviera. La prioria ospita, tra le altre cose, le reliquie di Santa Mildred che, dopo essere state per lungo tempo nella chiesa di Deventer, nei Paesi Bassi, sono state fatte rientrare in patria.

## Paesaggio

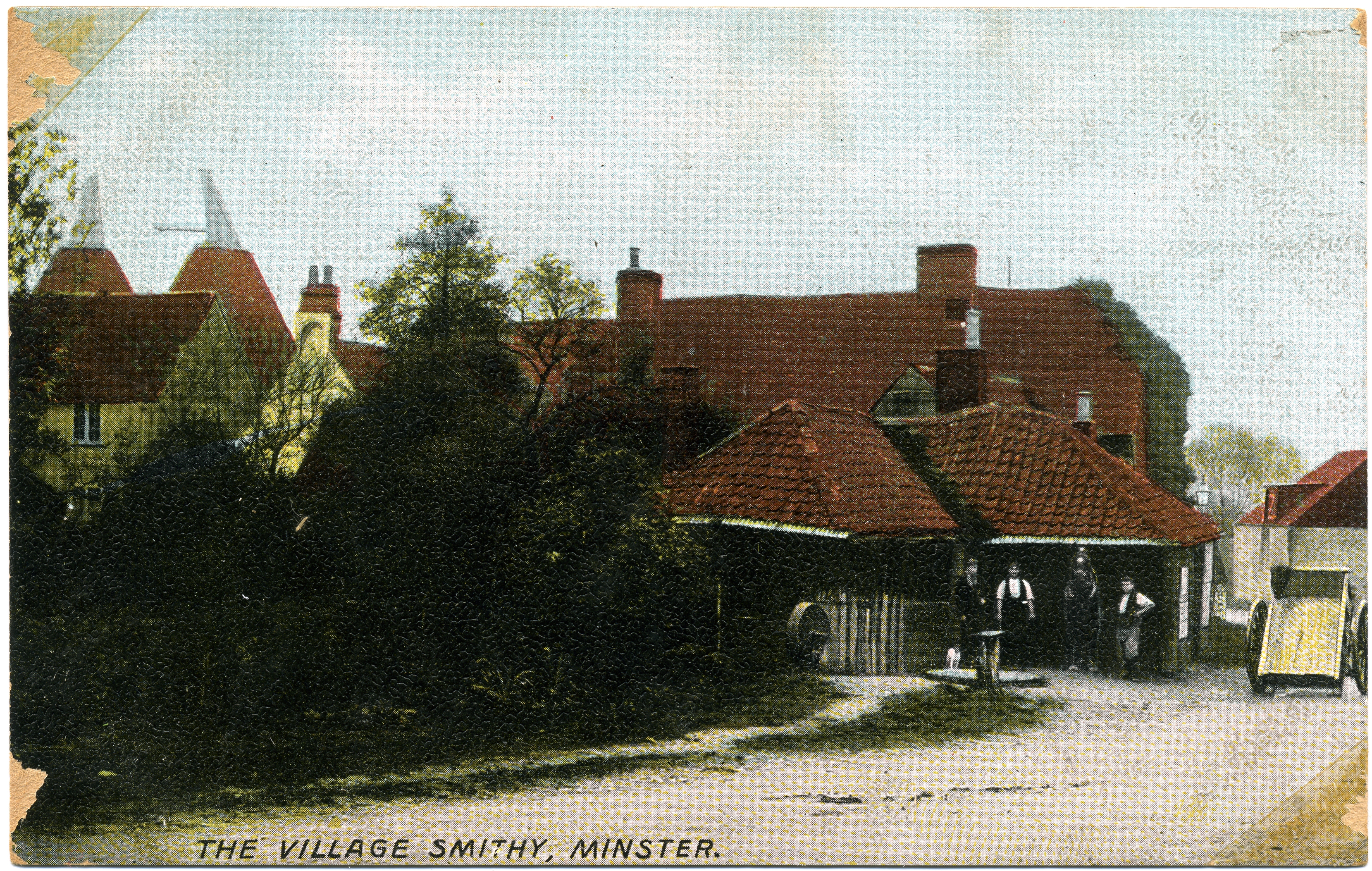
La fucina, ca.1903, di Fred C. Palmer

Il paesaggio attorno a Minster-in-Thanet è generalmente pianeggiante con la presenza di paludi e fiumi. Proprio a causa delle suddette paludi, il consiglio del distretto di Thanet ha bollato la zona chiamata Minster Marshes (in inglese "Marsh" significa "palude"), a sud del paese, come instabile e alcune aree nella parte meridionale del villaggio sono state soggette ad allagamenti.
Si ha una lunga storia di tentativi di sottrazione di terra al mare, sia per quanto riguarda Minster che il vicino villaggio di Monkton, e i primi tentativi furono fatti proprio dagli stessi abitanti dell'abbazia.

## Educazione
L'unica scuola elementare presente, che serve l'intero villaggio, si chiama "Minster Church of England Primary School".

## Infrastrutture e trasporti
La stazione ferroviaria di Minster-in-Thanet è situata a sud del villaggio, sulla linea che va da Canterbury West a Ramsgate.
I servizi di bus che connettono il villaggio ai centri abitati più vicini sono invece svolti dalla Stagecoach.

## Monumenti militari
A Minster-in-Thanet, nella chiesa di Santa Maria, è presente un memoriale dedicato a coloro i quali persero la vita nella prima e nella seconda guerra mondiale.
Nel 2013, è stato inoltre qui costruito un monumento a ricordo di Jean de Selys Longchamps, un pilota militare belga che riposa nel cimitero di Minster.